# 山形県道44号余目温海線
山形県道44号余目温海線（やまがたけんどう44ごう あまるめあつみせん）は、山形県東田川郡庄内町から鶴岡市に至る県道（主要地方道）である。

## 概要

### 路線データ
- 起点：山形県東田川郡庄内町跡（国道47号余目酒田道路交点、新堀交差点）
- 終点：山形県鶴岡市温海（国道7号交点）

## 歴史
- 1993年（平成5年）5月11日 : 建設省から、県道余目温海線が余目温海線として主要地方道に指定される[1]。
- 2018年（平成30年）4月1日 : 余目酒田道路に並行する国道47号現道区間が国土交通省から山形県へ移管されたことに伴い、その一部区間（余目バイパス）が当路線に編入される[2]。
- 2020年（令和2年）3月31日 : 余目駅前を通る経路[3]が庄内町に移管され、余目バイパスに経路が一本化される[4]。

## 路線状況

### 重複区間
- 山形県道33号庄内空港立川線（庄内町大野 - 庄内町西袋）
- 山形県道50号藤島由良線（鶴岡市藤の花 - 鶴岡市藤島）
- 国道345号（鶴岡市藤島 - 鶴岡市藤波2丁目）

### 通行不能区間
- 鶴岡市本郷 - 鶴岡市温海川

## 地理

### 通過する自治体
- 東田川郡庄内町
- 鶴岡市

### 交差する道路
- 国道47号余目酒田道路（庄内町跡、起点）
- 山形県道357号浜中余目線（同町余目）
- 国道47号（同町余目、余目交差点）
- 山形県道43号余目加茂線（同町余目土堤下）
- 山形県道117号余目松山線（同町余目矢口）
- 山形県道33号庄内空港立川線（庄内町大野）
- 山形県道33号庄内空港立川線（庄内町西袋）
- 山形県道340号長沼八色木線（鶴岡市八色木平田）
- 山形県道50号藤島由良線（鶴岡市藤の花）
- 山形県道339号添津藤島停車場線（鶴岡市藤島）
- 山形県道50号藤島由良線（鶴岡市藤島）
- 国道345号（鶴岡市藤島）
- 国道345号（鶴岡市藤浪2丁目）
- 山形県道343号添川上藤島線（鶴岡市古郡）
- 山形県道47号鶴岡羽黒線（鶴岡市羽黒町狩谷野目）
- 山形県道350号𣗄代鶴岡線（鶴岡市黒川）
- 山形自動車道庄内あさひIC
- 国道112号（鶴岡市下名川）
- 山形県道349号鶴岡村上線（鶴岡市本郷）
未供用区間
- 国道345号（鶴岡市温海川）
- 山形県道348号温海川木野俣大岩川線（鶴岡市温海）
- 国道7号（鶴岡市温海、終点）